# Tonwortsysteem

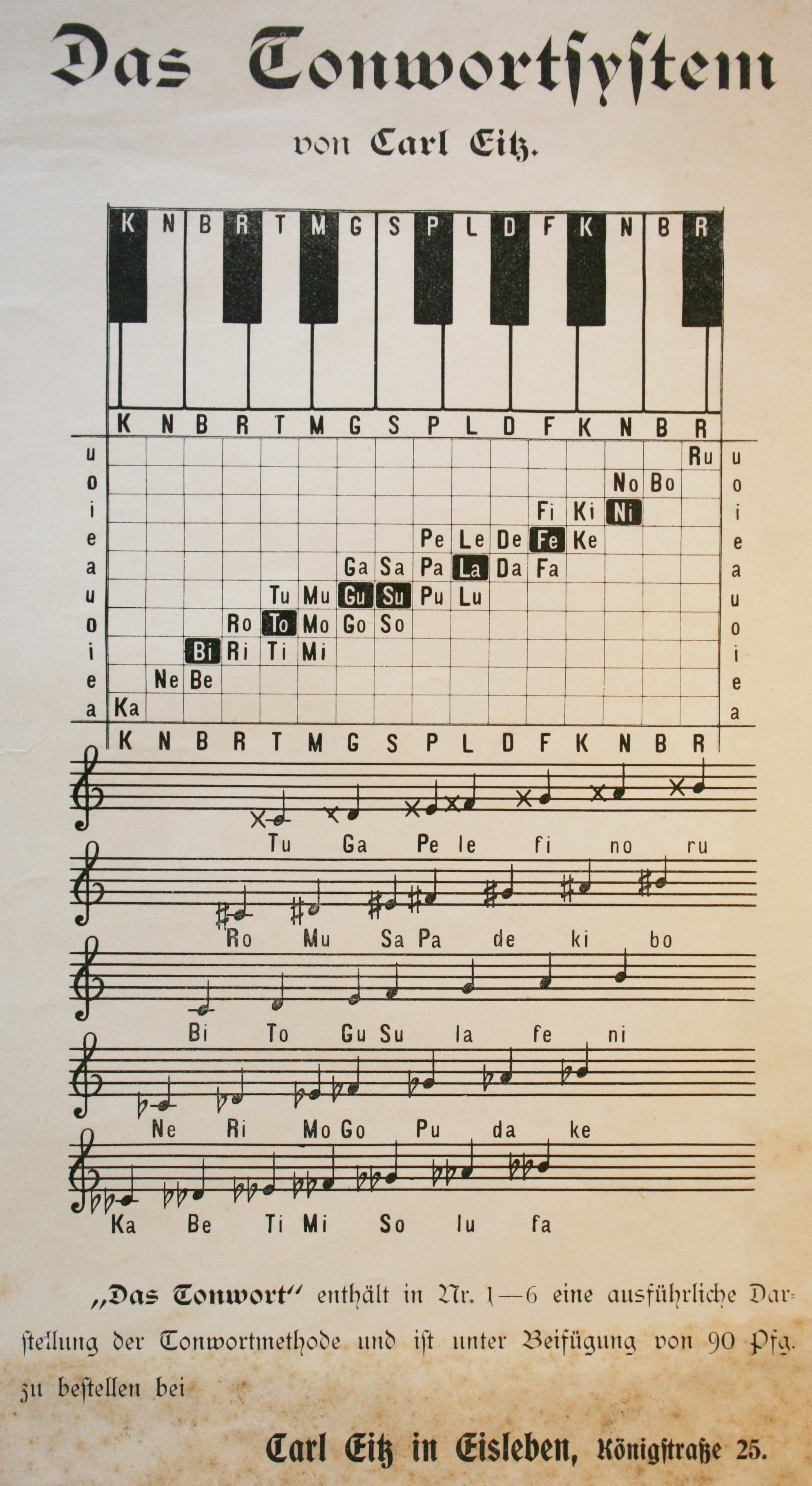
Uitleg van het 'Tonwortsysteem' op een oud blad

Het Tonwortsysteem (Duits: Ton, toon; Wort, woord), ook wel latonisatie genoemd, is een door muziekpedagoog Carl Eitz in 1892 bedacht hulpmiddel in toonbenoeming waarmee hij de chromatische, de diatonische en de enharmonische benamingen van de tonen in relatie tot elkaar trachtte duideijk te maken.
| Normale benamingen                         | bis   |         | cisis |        | disis | eis   |         | fisis |        | gisis |       | aisis | bis   |
| Normale benamingen                         | c     | cis des | d     | dis es | e     | f     | fis ges | g     | gis as | a     | ais b | b     | c     |
| Normale benamingen                         | deses |         | eses  |        | fes   | geses |         | ases  |        | beses |       | ces   | deses |
| aan de halve tonen toebedachte consonanten | b     | r       | t     | m      | g     | s     | p       | l     | d      | f     | k     | n     | b     |
| aan de hele toon toebedachte vocalen       | i     |         | o     |        | u     | u     |         | a     |        | e     |       | i     | i     |
| naam in het Tonwortsysteem                 | bo    |         | tu    |        | ga    | sa    |         | le    |        | fi    |       | no    | bo    |
| naam in het Tonwortsysteem                 | bi    | ro ri   | to    | mu mo  | gu    | su    | pa pu   | la    | de da  | fe    | ki ke | ni    | bi    |
| naam in het Tonwortsysteem                 | be    |         | ti    |        | go    | so    |         | lu    |        | fa    |       | ne    | be    |

Elke halve toon van de chromatische ladder wordt in deze tabel aan een consonant toegewezen. Om de hele toon te benamen worden de vijf vocalen a, e, i, o, u toegevoegd. Daarbij is de toekenning zo gekozen dat bij heletoonafstanden steeds naar de volgende vocaal wordt gewisseld. Bij halvetoonafstanden wordt onderscheid gemaakt tussen de diatonische en chromatische progressie. Bij de diatonische halve toon blijft de vocaal gelijk (bijvoorbeeld: e-f (gu-su) of f-ges (su-pu), bij de chromatische progressie daarentegen wisselt de vocaal (bijvoorbeeld: e-eis (gu-sa) of f-fis (su-pa). Enharmonisch verwisselde tonen hebben dan dezelfde konsonant, maar een wisselende vocaal, waardoor er rekening wordt gehouden met de in reine stemming optredende komma. 
Als 'ezelsbruggetje' bij de volgorde der benamingen van de consonanten, vanaf 'bi' (c) beginnend, dient het volgende versje:
Bei rechtem Tun mach ganze Sach'

Probiere lustig, die Freud' kommt nach.
De consonanten van de toonnamen zijn steeds de beginletters van de woorden in het versje.
Door de toepassing van deze toon-lettergrepen zou het van blad zingen eenvoudiger worden en de juiste intonatie van de gezongen tonen beter getraind worden.